# Panaritium
Panaritium of fijt is een zeer sporadisch voorkomende verergering van een nagelriemontsteking (paronychie) naar een ontsteking van de gehele vinger. 
Onbehandeld kan panaritium onderliggend bot, gewricht en pees aantasten. Behandeling bestaat uit het openen van het abces en meerdere keren per dag weken in sodabadjes of biotex zonder bleek. Soms, bijvoorbeeld bij suikerziekte, slechte doorbloeding of verminderde afweer, worden ook antibiotica voorgeschreven. Berucht is het ontstaan van een flegmone (holte met pus) als de ontsteking niet tijdig wordt ontlast.
De chronische vorm (langer dan 6 weken) wordt meestal veroorzaakt door een infectie met de schimmel Candida albicans. Ook bij de chronische vorm is de huid aan beide kanten van de nagel rood, pijnlijk en opgezet, waarbij de omliggende nagelriem verloren kan gaan. De nagel zelf kan wit verkleuren.